# Grb Kuvajta
Grb Kuvajta usvojen je 1962. Sastoji se od sokola raširenih krila iznad kojeg se nalazi štit, a ispod zastava Kuvajta u malom štitu. U gornjem štitu nalazi se tradicionalni arapski brod "Dhow" iznad kojeg je natpis s punim imenom države na arapskom.

## Također pogledajte
- Zastava Kuvajta